# 람보르기니 우라칸
람보르기니 우라칸(스페인어: Lamborghini Huracán, [uɾaˈkan])은 가야르도의 후속 차종이며, 이탈리아의 자동차 제조업체 람보르기니가 제작한 스포츠카이다. 차명인 우라칸은 타이노어로 강한 바람, 즉 '강풍(强風)'을 의미하는 말로 영어 '허리케인(Hurricane)'의 어원이기도 하다. 2014년 제네바 모터쇼에서 공개되었다. 2014년 봄에 출시되었다.( V10 5.2L ,LP610-4부터 출시 ),( V10 5.2L ,LP580-2 4륜구동 모델보다 가벼운 후륜구동 모델을 2015년 출시), 이후 2019년에는 람보르기니 우라칸 에보(스페인어: Lamborghini Huracán EVO)를 출시했다.

## 사양 및 성능

### 사양

#### 엔진
우라칸은 가야르도의 5.2 리터 자연 흡기 아우디/람보르기니 V10 엔진을 유지하며 최대 출력 610PS를 생성하도록 조정되었다.

#### 성능
전비중량은 1,553 kg (3,424 lb)이고, 마력 당 2.55kg (5.62lb)의 중량 대 출력 비율을 가지고 있다.

##### LP 610-4의 도로 테스트 측정
- 0–97 km/h (60 mph): 2.5초[2]
- 0–300 km/h (186 mph): 27.6초[9]
- 0–1⁄4 mile: 10.4초 at  217 km/h (135 mph)[2]
- 0–1 km (0.62 mi): 19.1초 at 272.20 km/h (169 mph)[10]
- 최고 속도: 342 km/h (212.5 mph)[11]

## 1세대 (2014년~2019년)

### 우라칸 LP 610-4 스파이더 (2016–2019)
우라칸 LP 610-4의 컨버터블 모델은 2015년 9월 14일에 2015 프랑크푸르트 모터쇼에서 공개되었다. 5.2리터 자연흡기 V10 엔진은 쿠페와 동일하며 최대 출력 모듈:Convert 282번째 줄에서 Lua 오류: attempt to index local 'cat' (a nil value).을 생성한다. 0에서 100 km/h (62 mph)까지 가속하는 데 3.4초가 걸리며 최고 속도는 323 km/h (201 mph)이다. 쿠페와 동일한 7단 람보르기니 도피아 프리지오네(LDF) 듀얼 클러치 변속기를 갖추고 있다. 스파이더는 섀시 보강 부품으로 인해 쿠페보다 120 kg (265 lb) 더 무거운 1,542 kg (3,400 lb)의 건조 중량을 가진다. 스파이더의 CO2 배출량은 약 280g/km이다.

### 우라칸 LP 580-2 (2016년~2019년)

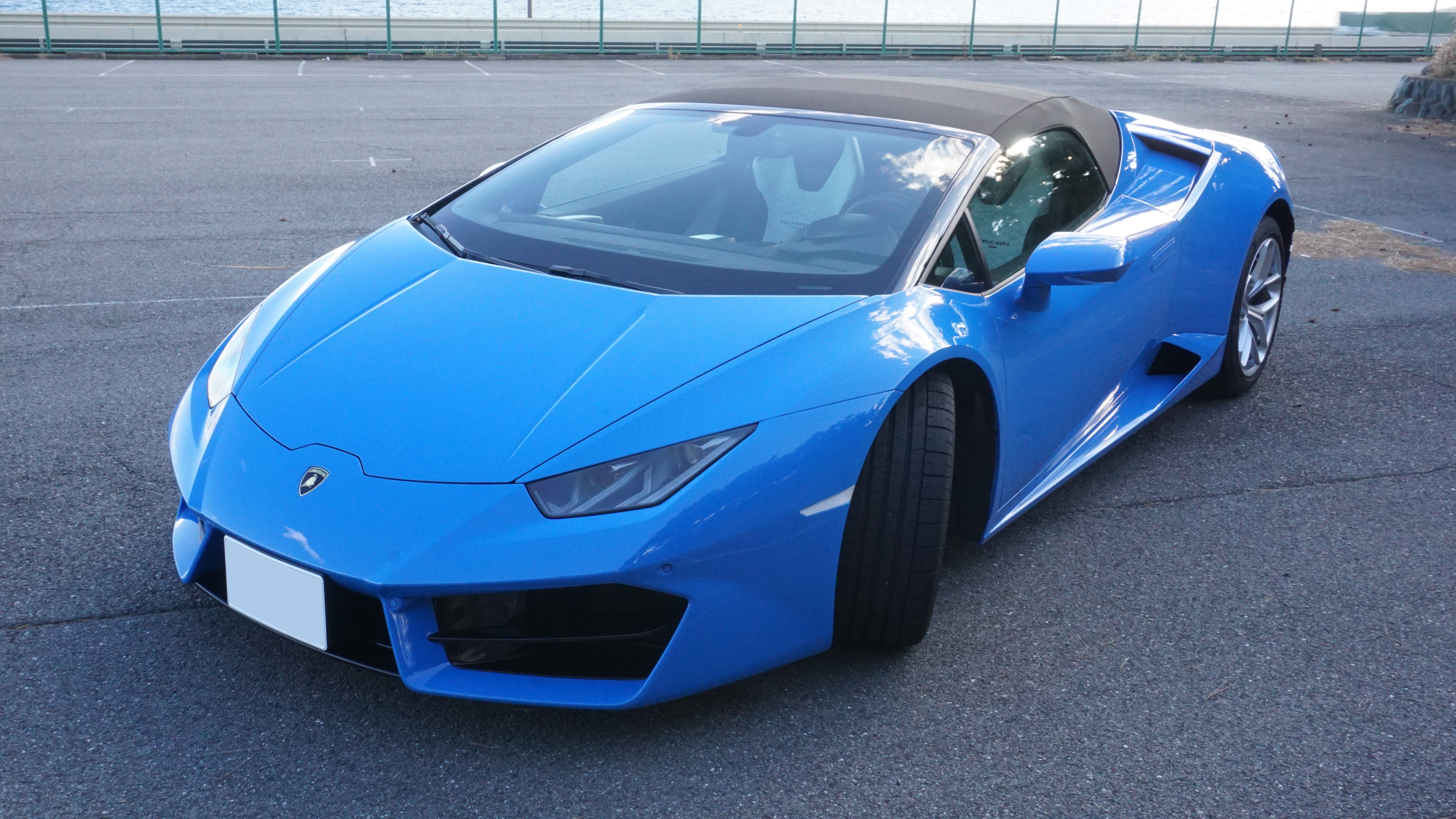
람보르기니 우라칸 LP580-2 스파이더

2016 제네바 모터쇼에서 공개된 우라칸 LP 580-2는 우라칸 LP 610-4의 저가형 파생 모델로, 주로 5.2리터 V10 엔진이 580 PS (427 kW; 572 hp; 580 PS)%s 및 533 N·m (393 lb·ft)의 토크로 디튠되었으며, 표준 우라칸에 있는 4륜 구동 대신 후륜 구동 구동계를 갖는다는 점에서 다르다. 람보르기니는 이 차량이 0–100 km/h (0–62 mph)까지 3.4초, 0–200 km/h (0–124 mph)까지 10.1초 만에 가속할 것이라고 주장한다. 최고 속도는 320 km/h (199 mph)에 달한다고 한다. 또한 표준 모델과 약간의 외관상의 차이가 있다. 전면 페시아가 다르고, 브레이크 냉각을 개선하기 위해 후면의 공기 흡입구가 더 커졌다. 7단 듀얼 클러치 변속기는 표준 LP 610–4에 사용된 것과 동일하다. 기본형 LP 580-2는 US$201,100으로, 기본형 LP 610–4보다 약 US$40,000 저렴하다.

### 우라칸 LP 580-2 스파이더 (2016–2019)
우라칸 LP 580-2의 컨버터블 모델은 2016년 11월 16일 로스앤젤레스 오토쇼에서 공개되었다. 5.2리터 자연흡기 V10 엔진은 쿠페와 동일하며 최대 출력 모듈:Convert 282번째 줄에서 Lua 오류: attempt to index local 'cat' (a nil value).을 생성한다. 0에서 100 km/h (62 mph)까지 3.6초가 걸리며 최고 속도는 320 km/h (199 mph)이다.

### 우라칸 LP 640-4 페르포만테 (2017년~2019년)
우라칸의 트랙 지향 모델인 페르포만테는 2017년 제네바 모터쇼에서 공개되었다.
페르포만테는 외관에 여러 변화를 주었는데, 가장 눈에 띄는 부분은 전면 및 후면 범퍼이다. 범퍼와 사이드 스커트에는 탄소 섬유가 사용되었다. 다운포스를 높이기 위해 조절 가능한 탄소 섬유 리어 윙이 추가되었다. 배기구의 위치도 변경되어 이제 리어 디퓨저 바로 위에 위치한다. 실내 또한 새로운 시트와 새로운 디지털 속도계(아벤타도르 SV의 속도계와 유사)를 특징으로 하여 눈에 띄는 변화를 겪었다.
페르포만테의 5.2리터 V10은 8,000rpm에서 모듈:Convert 282번째 줄에서 Lua 오류: attempt to index local 'cat' (a nil value).의 출력과 6,500rpm에서 601 N·m (443 lb·ft)의 토크를 내도록 튜닝되었다. 세스토 엘레멘토 제작에 처음 사용된 단조 알루미늄 및 단조 탄소 섬유 차체 부품 덕분에 중량도 40 kg (88 lb) 감소했다. 차량의 모든 새로운 공기역학 부품은 액티브 공기역학 기능을 가지며 고속에서 차량을 안정적으로 유지하는 데 도움이 된다. 페르포만테는 0–100 km/h (0–62 mph)까지 2.9초, 0–200 km/h (0–124 mph)까지 8.9초 만에 가속할 수 있다. 또한 이론적인 최고 속도는 325 km/h (200 mph)이다.
이 차는 새로운 스프링, 롤 바, 방사형 액슬 암 부싱으로 10% 더 단단해졌다. 자기유변 댐퍼는 운전자에게 진정한 트랙 경험을 제공하도록 재작업되었다. 람보르기니 다이내믹 스티어링은 재조정되었다. 페르포만테는 람보르기니의 새로운 ALA(Aerodinamica Lamborghini Attiva) 시스템을 사용하는데, 이는 일반 스포츠카 유압 시스템보다 80% 가볍다고 한다. 람보르기니에 따르면 ALA는 표준 우라칸보다 750% 더 많은 다운포스를 제공한다고 한다.

### 우라칸 LP 640-4 페르포만테 스파이더 (2018년, 2019년)

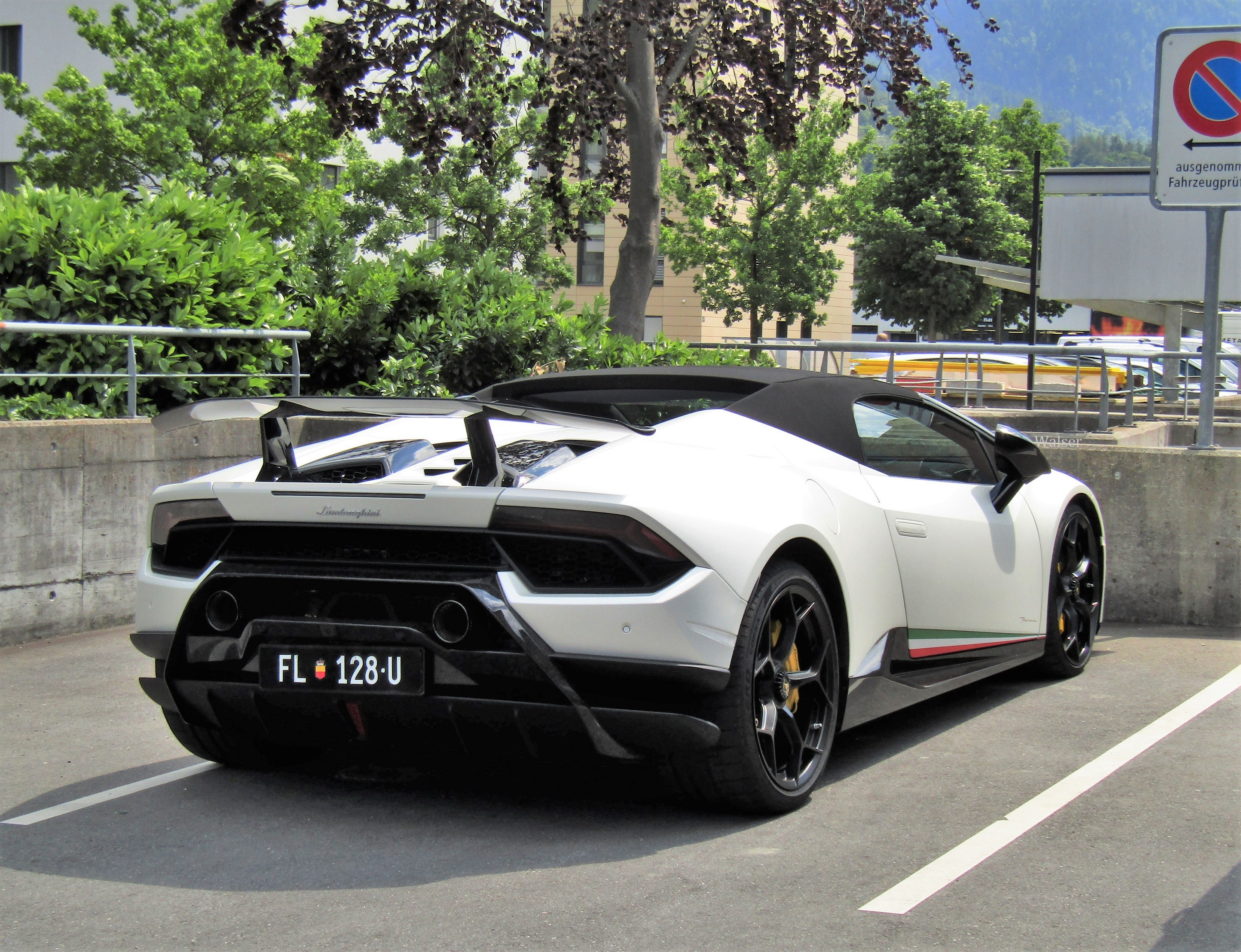
람보르기니 우라칸 페르포만테 스파이더

람보르기니 우라칸 페르포만테 스파이더는 2018년 제네바 모터쇼에서 공개되었다. 쿠페와 단종된 LP 610-4 스파이더에서 많은 스타일링 영감을 받았다. 스파이더는 성능 및 기술적인 측면에서 쿠페와 동일하지만, 지붕 손실로 인한 섀시 보강 부품 추가로 인해 쿠페보다 125 kg (276 lb) 더 무겁다. 0–97 km/h (0–60 mph) 가속 시간은 0.1초 증가하여 3.1초가 되었고, 0–200 km/h (0–124 mph)는 0.4초 증가하여 9.3초가 되었다. 최고 속도는 여전히 325 km/h (202 mph)로 동일하다. 스파이더의 인도는 2018년 4분기에 시작되었다.

## 2세대 (2019년~2024년)

### 우라칸 LP 640-4 에보 (2019년~2024년)

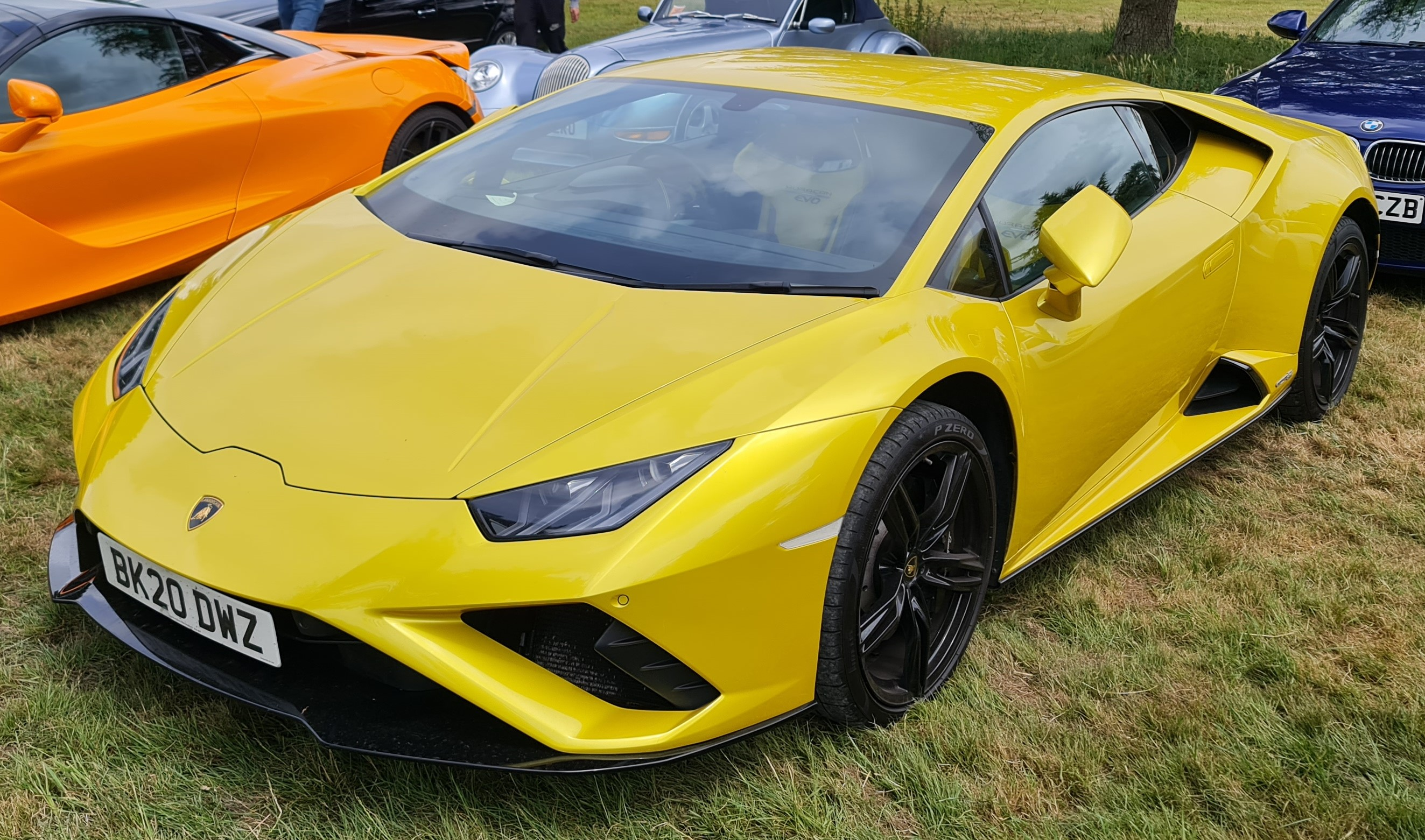
람보르기니 우라칸 에보 전면도

우라칸은 2019년에 페이스리프트를 거쳐 이제 우라칸 에보로 불린다. 이제 엔진과 일부 기술을 페르포만테 모델과 공유한다.
페이스리프트된 우라칸은 더욱 공격적인 디자인 언어를 가지고 있으며, 새로운 전면 범퍼는 다운포스 향상을 위한 통합 에어로 블레이드를 갖추고 있으며, 퍼포만테 모델에서 영감을 받은 후면 스타일링은 동일한 리어 디퓨저, 배기 파이프 위치 및 라디에이터를 갖추고 있다. 새로운 덕테일 스포일러는 기존 모델에 비해 다운포스를 5배 향상시킨다. 엔진은 퍼포만테와 공유하며 8,000rpm에서 640 PS (471 kW; 631 hp; 640 PS)%s의 출력과 6,500rpm에서 601 N·m (443 lb·ft)의 토크를 생성한다. 배기 시스템은 더욱 정교해졌으며 티타늄 흡기 밸브를 갖추고 있다. 이를 통해 차량은 2.9초 만에 0–97 km/h (0–60 mph) 가속 시간을 달성하고, 9초 만에 0–200 km/h (0–124 mph) 가속 시간을 달성하며, 325 km/h (202 mph)의 최고 속도를 낼 수 있다. 차량은 100–0 km/h (62–0 mph)에서 104 ft (32 m)의 제동 거리를 가진다.
우라칸 에보는 핸들링 개선을 위한 후륜 스티어링 시스템과 토크 벡터링 시스템을 갖추고 있다. 새로운 중앙 처리 장치가 차량의 다양한 기능을 제어하고 다양한 설정을 모니터링한다. 제어 시스템은 애플 카플레이와 안드로이드 오토를 모두 통합한 8.4인치 터치스크린을 통한 새로운 인포테인먼트 시스템인 람보르기니 디나미카 비히콜로 인테그라타에 의해 제어된다. 인포테인먼트 시스템은 피드 포워드 로직을 통해 주행 모드를 예측한다.
피드 포워드 로직은 센서가 측면, 종방향 및 수직 가속뿐만 아니라 롤, 피치 및 요 레이트를 모니터링하여 운전자에게 가장 적합한 주행 모드를 예측하는 방식으로 작동한다. 자기유변 서스펜션도 개정되었으며, 이제 전자기 전류를 사용하여 주행 모드에 따라 서스펜션 시스템을 조정한다.
기존 모델의 변속 시스템은 유지되어 모든 바퀴에 동력을 전달한다. 새로운 에고 모드를 통해 운전자는 자신의 선호도에 따라 주행 설정을 변경할 수 있다.

### 우라칸 LP 640-4 에보 스파이더 (2019년~2024년)

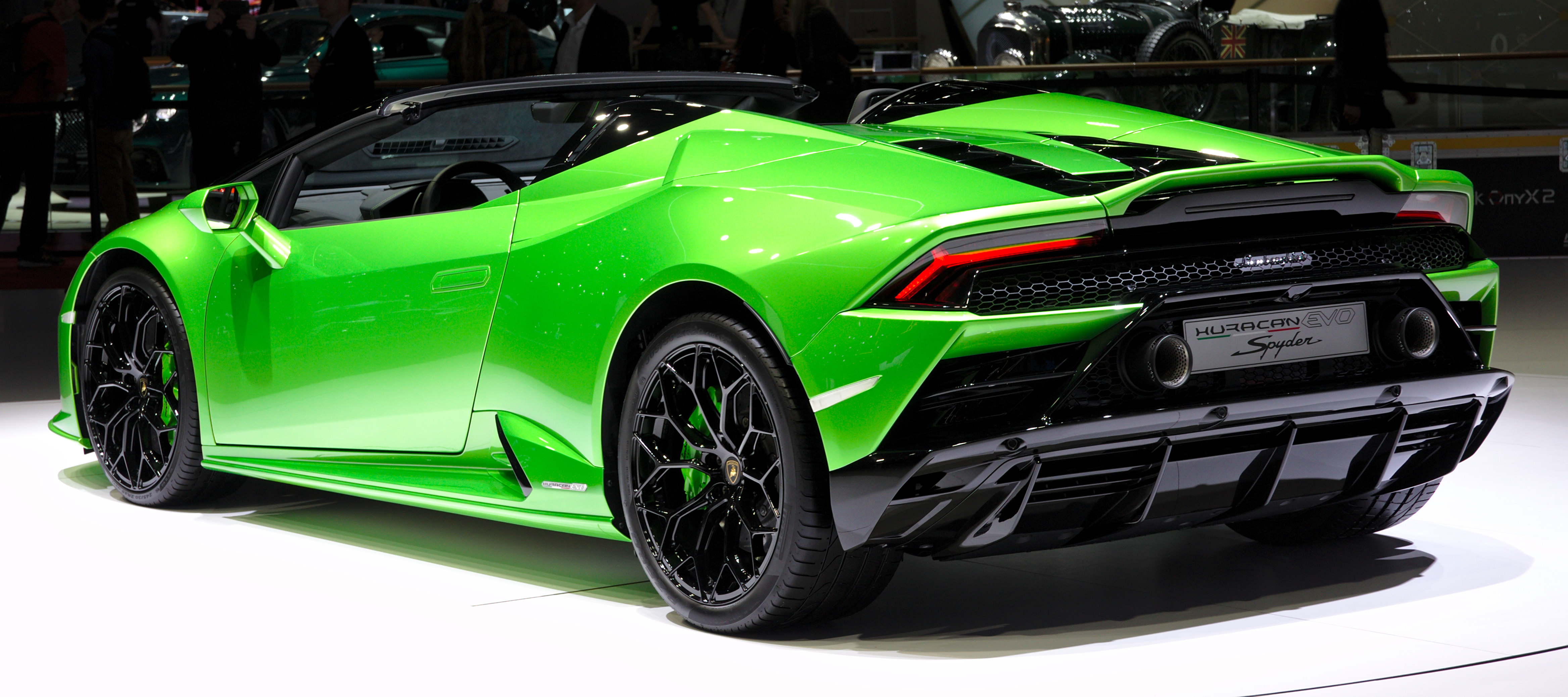
2019 람보르기니 우라칸 에보 스파이더 후면도

우라칸 에보 스파이더는 2019년 2월 온라인으로 공개되었다. 스파이더는 쿠페와 동일한 개선 사항을 가지고 있지만, 지붕이 없는 관계로 섀시 보강 부품 추가로 인해 100 kg (220 lb) 더 무겁다. 이 차량은 기존 모델과 동일한 캔버스 접이식 소프트탑을 가지고 있으며, 작동에 17초가 걸리고 50 km/h (31 mph)의 속도까지 작동할 수 있다. 스파이더는 정지 상태에서 100 km/h (62 mph)까지 3.1초, 200 km/h (124 mph)까지 9.3초 만에 가속할 수 있으며, 최고 속도는 325 km/h (202 mph)에 달한다.

### 우라칸 LP 610-2 에보 RWD (2020년~2024년)
LP 580-2를 대체하는 에보의 후륜 구동 모델이 2020년 1월에 출시되었다. 전면 스플리터가 재설계되어 더 많은 공기 흐름을 생성하며, 이는 개량된 디퓨저로 유도된다. RWD 모델에만 적용되는 P-TCS(퍼포먼스 트랙션 컨트롤 시스템)는 토크가 급작스럽게 차단되지 않도록 보장하며, 람보르기니는 이를 통해 LP 580-2에 비해 오버스티어가 30% 증가한다고 주장한다. 엔진은 디튠되어 현재 610 PS (449 kW; 602 hp; 610 PS)%s의 출력을 낸다. 디튠된 엔진으로 인해 이 차량은 표준 우라칸 에보보다 느리지만, 100 km/h (62 mph)까지 3.3초 만에 가속하며 최고 속도는 동일하다. 이 차량은 또한 가죽과 마이크로스웨이드로 실내 장식된 독특한 페인트 옵션인 지알로 벨레누스를 제공한다.

### 우라칸 LP 610-2 에보 RWD 스파이더 (2020년~2024년)
에보의 후륜 구동 모델의 컨버터블 버전은 2020년 5월에 공개되었으며, LP 580-2 스파이더를 대체한다. 쿠페 모델과 마찬가지로 컨버터블 모델은 610 PS (449 kW; 602 hp; 610 PS)%s의 출력을 자랑한다. 컨버터블은 0–97 km/h (0–60 mph) 가속 시간이 3.5초이며, 최고 속도는 323 km/h (201 mph)이라고 주장된다.

### 우라칸 LP 640-2 STO (2021년~2024년)
우라칸 STO(Super Trofeo Omologato)는 트랙에 중점을 둔 우라칸 모델이다. STO는 엔진 냉각을 위한 루프 스노클이 있는 더 높은 리어 윙을 가지고 있다. 루프 스노클과 리어 윙을 연결하는 상어 지느러미 공기역학 장치가 있다. 엔진 커버는 람보르기니 슈퍼 트로페오 에보 레이스카를 연상시킨다. 전체 후드가 열려 레이싱 장비를 보관할 수 있는 작은 수납공간이 드러나며 차체는 75%가 탄소 섬유로 만들어졌다. STO의 엔진과 출력은 우라칸 페르포만테 및 우라칸 에보와 동일하며, 후륜 스티어링 시스템과 포뮬러 원에서 영감을 받은 CCMR 브레이크가 장착된 후륜 구동 방식이다. STO는 도로 주행용 STO, 마른 노면에서 빠른 랩타임을 위한 TROFEO, 습한 날씨 주행을 위한 PIOGGIA의 세 가지 새로운 주행 모드를 제공한다. 실내의 버킷 시트에는 레이싱 하네스가 장착되어 있다.

### 우라칸 LP 640-2 테크니카 (2022년~2024년)

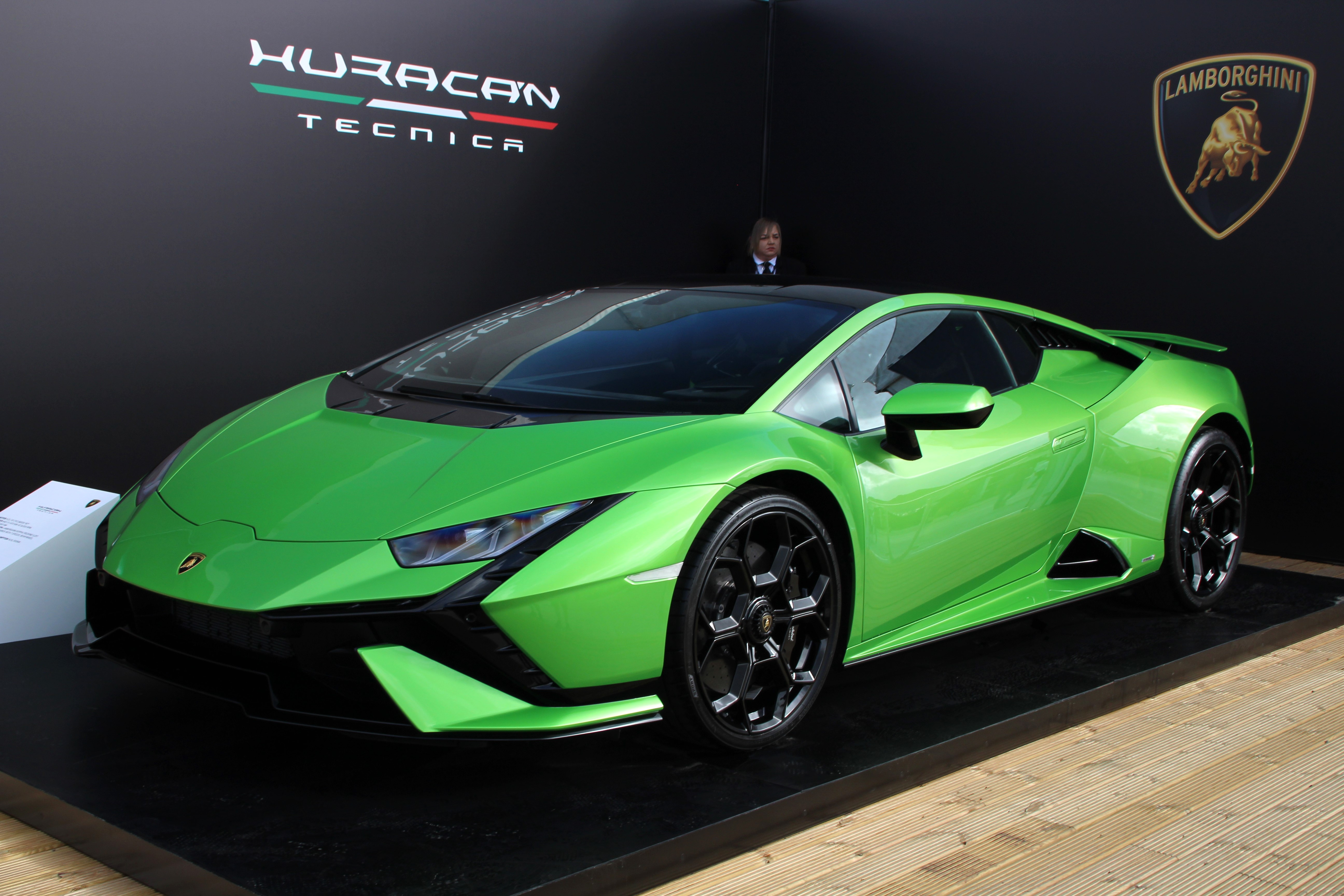
우라칸 테크니카

2022년 4월 12일 공개된 우라칸 테크니카는 EVO RWD와 트랙 중심의 STO 사이에 위치한다. EVO보다 6.1 cm (2.4 in) 길지만 높이와 너비는 동일하다. STO의 자연흡기 V10 엔진을 사용하며 최고 속도 325 km/h (202 mph)와 3.2초 만에 0–100 km/h (0–62 mph) 가속 시간을 자랑한다. 람보르기니에 따르면 테크니카의 공기역학적 변화는 EVO에 비해 다운포스를 35% 증가시키고 항력을 20% 감소시킨다.

### 우라칸 LP 610-4 스테라토 (2023년, 2024년)

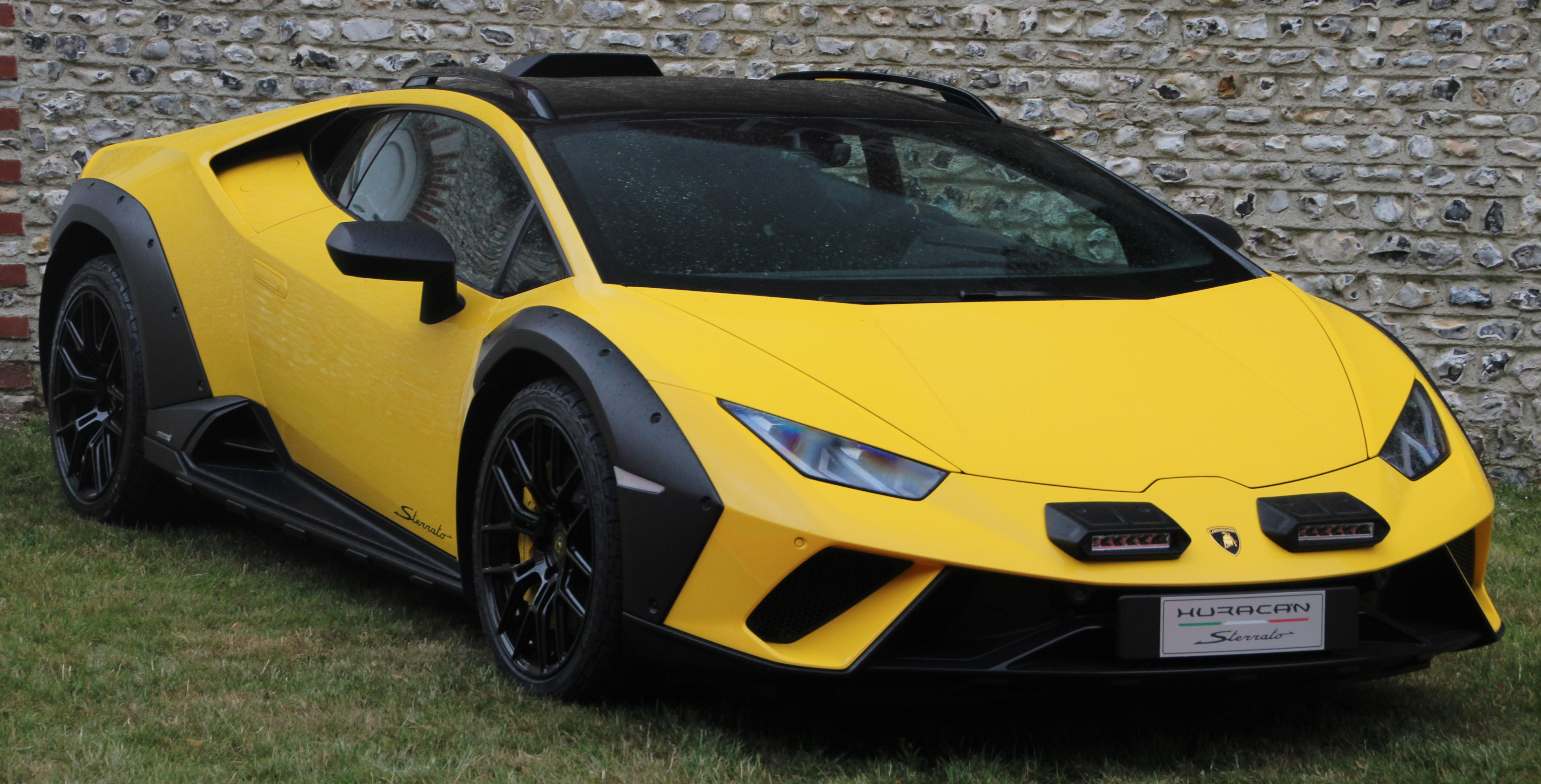
람보르기니 우라칸 스테라토

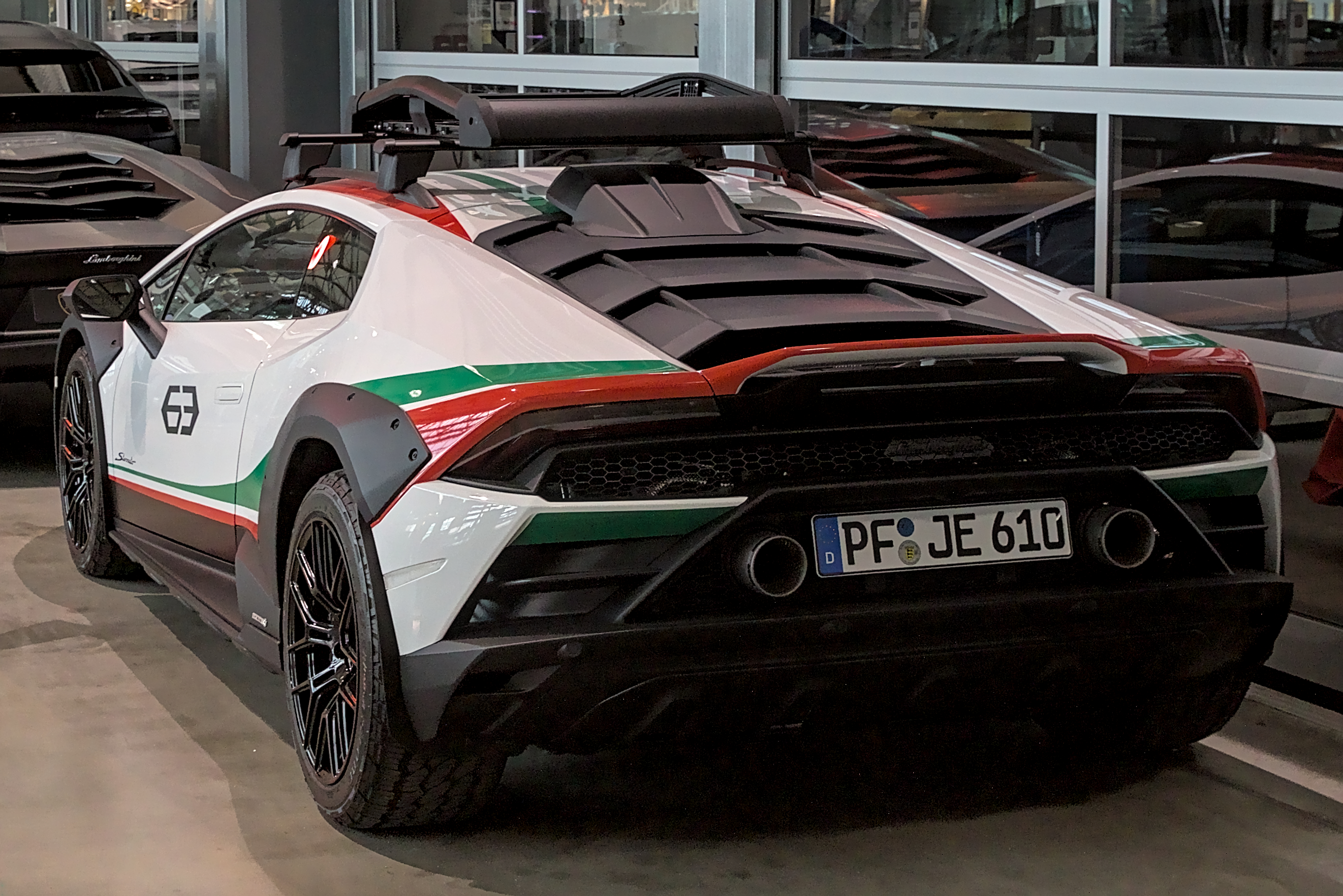
람보르기니 우라칸 스테라토 후면도

2019년 6월, 람보르기니는 우라칸 에보를 기반으로 한 오프로드 콘셉트 스포츠카인 우라칸 스테라토를 선보였다. 차체의 지상고는 47 mm (2 in) 증가했으며, 전방 접근 각도는 1%, 이탈 각도는 6.5% 향상되었다. 휠 트랙도 30 mm (1 in) 증가했으며, 스테라토는 브레이크 공기 흐름 개선을 위해 공기 흡입구가 통합된 새로운 와이드 바디 펜더 플레어를 갖추고 있다. 이 차량은 오프로드 시 접지력 향상을 위한 특수 타이어가 장착된 20인치 휠을 장착했다. 또한 파편으로부터 보호하기 위한 강화된 프레임과 통합된 스키드 패드가 함께 제공된다. 전면에 장착된 안개등과 루프 랙은 공격적인 외관을 완성한다.
엔진은 우라칸 에보와 공유하며, 에보와 동일한 출력을 낸다. LDVI(람보르기니 디나미카 비히콜로 인테그라타) 시스템은 수정되어 이제 예측 논리가 적용되었다. 이는 차량의 모든 행동을 제어하는 정교한 중앙 처리 장치로 설계되었으며, 운전자의 행동과 필요를 완벽하게 통합하여 완벽한 주행 역학으로 변환한다.
우라칸 스테라토의 양산형은 2022년 11월 30일 마이애미 아트 바젤에서 공개되었다. 이는 우라칸의 전지형 모델이다. 다른 모델과의 차이점으로는 1.7인치 높아진 지상고, 더 큰 트래블의 개선된 서스펜션, 넓어진 전후 트랙, 전면 범퍼에 장착된 LED 조명, 추가적인 보호 하부 실, 브리지스톤 전지형 타이어 등이 있다. 또한, 자갈, 흙, 모래 위에서의 주행을 최적화하는 독특한 랠리 모드가 특징이다. 2022년 11월, 람보르기니는 우라칸 스테라토가 출시될 마지막 비하이브리드 모델임을 확인했다.
스테라토의 특별 모델로는 50대 한정 생산되는 알파(2023년)와 밀라노 디자인 위크에서 2024년 4월에 공개된 스테라토 올-테레인 애드 퍼스넘(이탈리아어: Sterrato All-Terrain Ad Personam)이 있으며, 이는 네 가지 다른 마감재인 NEVE (눈), SABBIA (모래), BOSCO (녹색 트랙), TERRA (자갈)로 12대 한정 생산되었다. 모든 모델은 루프와 리어 보닛, 루프 레일 및 크로스 바에 무광 검정색 외관을 가지고 있다. 스테라토의 총 생산량은 1,499대였다.

## 스페셜 에디션

### 우라칸 LP 610-4 폴리치아 (2014년)
우라칸 LP 610-4 폴리치아는 폴리치아 스트라달레에서 사용하던 두 대의 가야르도 중 한 대가 순찰 임무 중 파괴된 후 이탈리아 주 경찰을 위해 특별히 제작된 공식 경찰차 모델이다. 이 모델은 파란색 폴리치아 차체 색상, 우라칸의 역동적인 디자인 언어를 따르는 흰색 줄무늬와 글자, 룸미러 옆에 카메라가 장착된 실내 중앙에 위치한 비디오 시스템, 경찰 컴퓨터, 시트 뒤의 녹화 장비, 증거 비디오 데이터 시스템, 총집, 경찰 무전 장비, 팔레타(운전자 및 교통 법규 위반자에게 정지를 지시하는 데 사용되는 전통적인 수동 정지 표지판), 탈착식 스크린, 차량 전면의 트렁크에 있는 냉장 시스템(장기 이식 운송에 사용), 제세동기, 그리고 베이스 주변의 파란색 LED와 라이트 알루미늄 쉘의 전면, 측면, 후면에 흰색 LED 신호를 가진 경찰 비콘과 같은 차량 전용의 다양한 기능을 갖추고 있다.

### 우라칸 LP 610-4 아비오 (2017년)

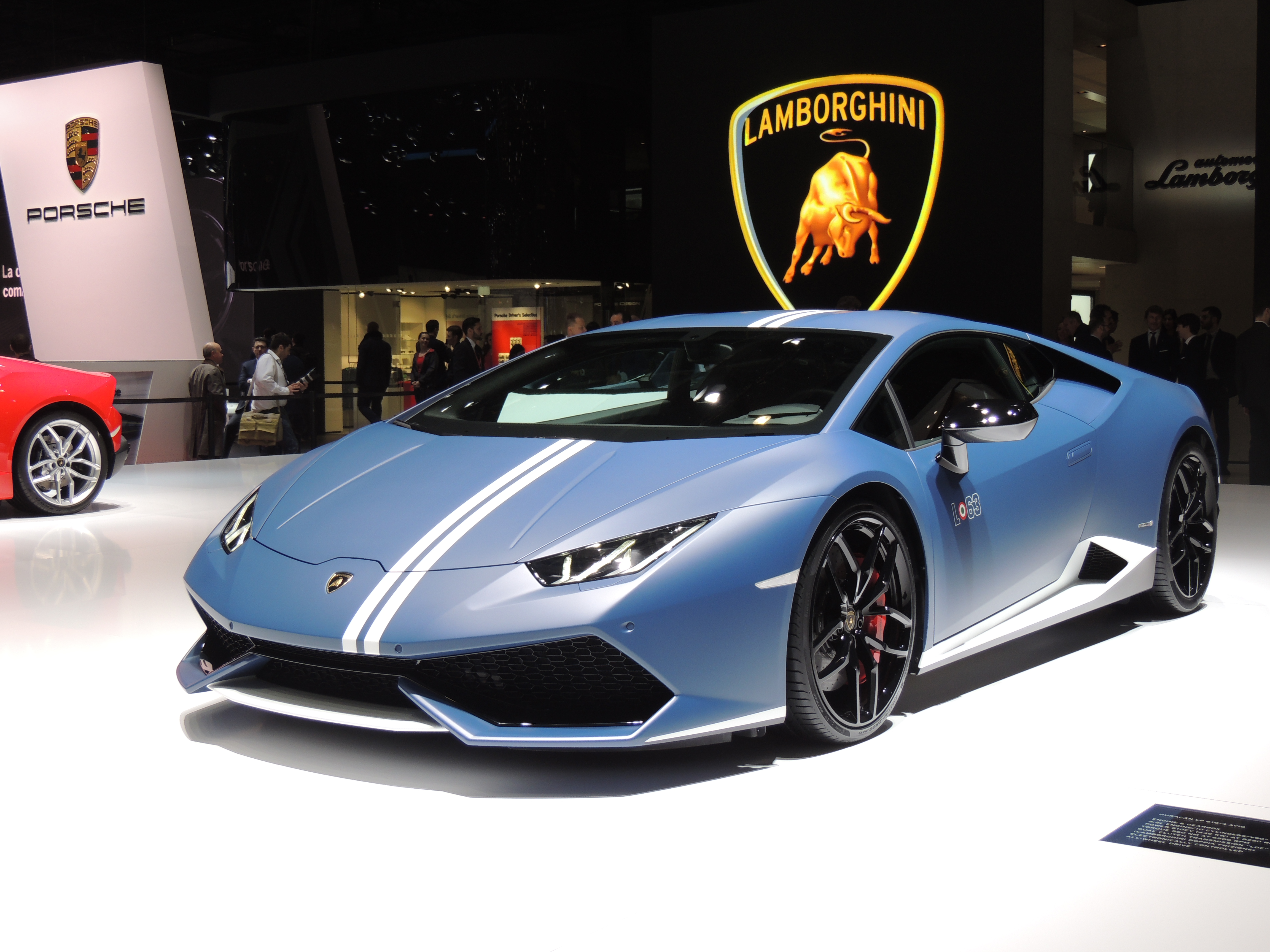
2016 제네바 모터쇼의 람보르기니 우라칸 아비오

2016년 제네바 모터쇼에서 2017년형 모델로 공개된 아비오는 우라칸의 첫 한정판 모델로, 이탈리아 전투기에서 영감을 받은 새로운 색상, 실내 장식, 외부 데칼 및 내부 로고를 제공하며 빨강, 흰색, 초록의 삼색 코케이드가 특징이다. 아비오는 이탈리아 공군 사관학교의 문장에서 이름을 따온 5가지 외장 페인트 색상(블루 그리포(사진), 그리조 팔코, 그리조 니비오, 그리조 불카노, 베르데 터빈)으로 이탈리아 공군에 헌정되었다. 전 세계 250대 한정 생산을 나타내는 특별판 명판이 운전석 뒤 창틀에 부착되어 있다.

### 우라칸 에보 GT 셀레브레이션

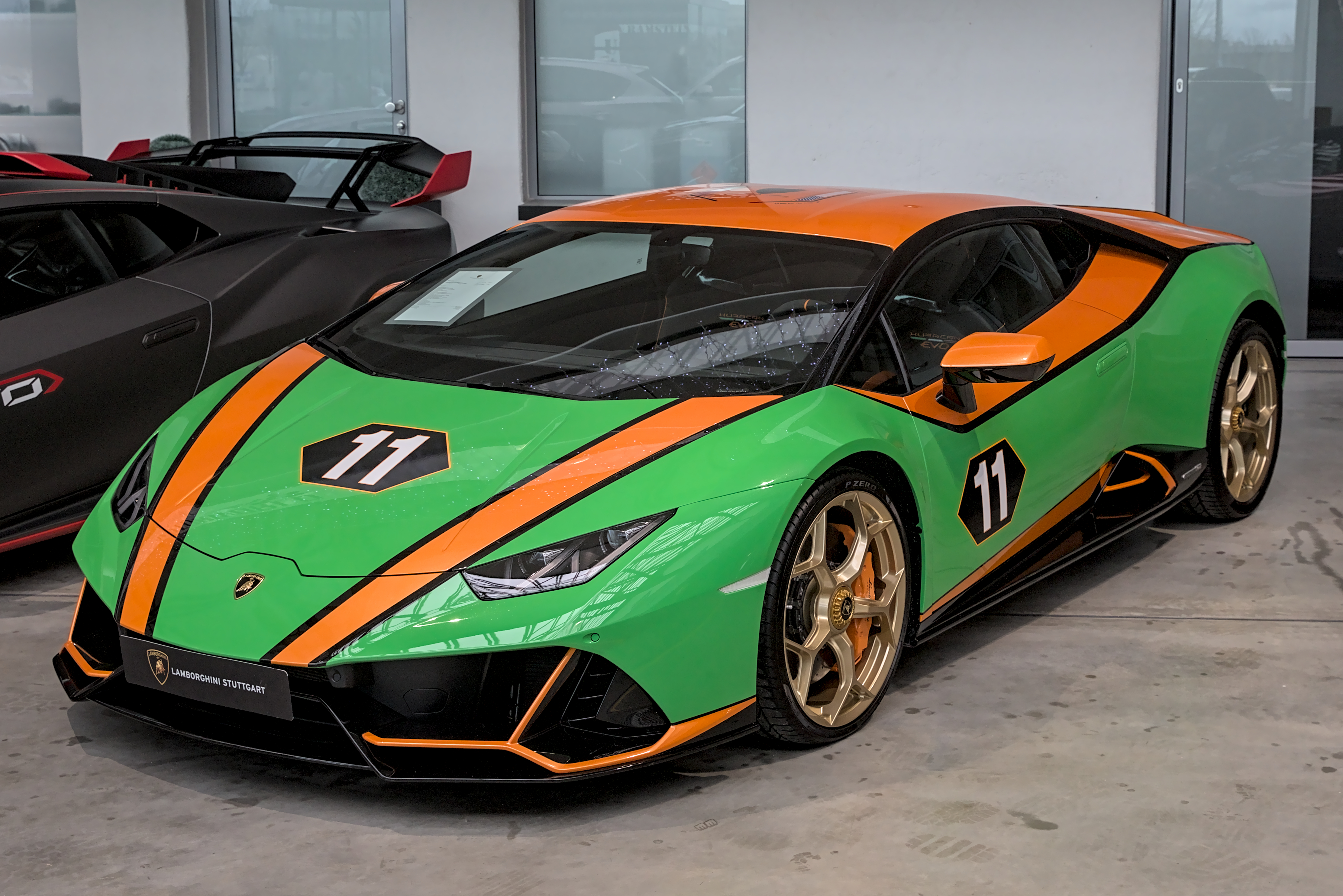
독일 람보르기니 우라칸 에보 GT 셀레브레이션

우라칸 에보 GT 셀레브레이션은 전 세계 36대 한정 생산되는 우라칸 EVO AWD 모델이다. 람보르기니가 2018년과 2019년에 데이토나 24시간 레이스와 세브링 12시간 레이스에서 연속 우승을 차지한 것을 기념하며, 이는 가장 어린 팀으로서 달성한 업적이다. 숫자 36은 두 유명 내구 레이스의 총합 시간인 "플로리다 36시간"을 의미한다. 2019년 8월 캘리포니아 몬테레이 카 위크에서 또 다른 특별판인 람보르기니 아벤타도르 SVJ 63 로드스터와 함께 공개되었다. 시각적으로 이 차량은 브랜드의 모터스포츠 업적을 기념하는 독특한 녹색(회색 및 파란색 선택 가능) 외장과 주황색 악센트를 특징으로 한다. 이 차량은 #11 데칼을 부착하고 있으며, 우승한 우라칸 GT3 EVO 레이스카와 엔진을 공유한다.

## 총 생산 대수
| 연식   | 합계  | 610-4 쿠페 | 610-4 스파이더 | 580-2 쿠페 | 580-2 스파이더 | 640-4 퍼포먼스 |
| ------ | ----- | ---------- | -------------- | ---------- | -------------- | -------------- |
| 2013년 | 76    | 76         | -              | -          | -              | -              |
| 2014년 | 1,540 | 1,540      | -              | -          | -              | -              |
| 2015년 | 2,628 | -          | -              | -          | -              | -              |
| 2016년 | 2,419 | -          | -              | -          | -              | -              |
| 2017년 | 2,699 | -          | -              | -          | -              | -              |
| 2018년 | 2,790 | -          | -              | -          | -              | -              |

## 모터스포츠

### 우라칸 LP 620-2 슈퍼 트로페오 (2014년~2019년)
우라칸 LP 620-2 슈퍼 트로페오는 2015년 람보르기니 블랑팡 슈퍼 트로페오 시리즈 (유럽, 아시아 및 북아메리카)를 위한 우라칸의 레이싱 버전이다. 5.2리터 자연흡기 V10은 이제 모듈:Convert 282번째 줄에서 Lua 오류: attempt to index local 'cat' (a nil value).의 출력과 570 N·m (420 lb·ft)의 토크를 생성한다.
이 차량은 아치 발렐룽가 서킷에서 공개되었다.

### 우라칸 LP 620-2 슈퍼 트로페오 EVO (2019년~현재)
우라칸 LP 620-2 슈퍼 트로페오 EVO는 우라칸 LP 620-2 슈퍼 트로페오의 후속 모델이다. 5.2리터 자연흡기 V10은 각각 모듈:Convert 282번째 줄에서 Lua 오류: attempt to index local 'cat' (a nil value).의 출력과 570 N·m (420 lb·ft)의 토크로 동일한 출력과 토크를 갖는다.

#### 우라칸 슈퍼 트로페오 EVO 컬렉터스 에디션
우라칸 슈퍼 트로페오 EVO 컬렉터스 에디션은 우라칸 슈퍼 트로페오 EVO의 한정판 모델이다. 독특한 색상 테마는 유명 시계 제작자인 Roger DuBuis와의 협업으로 이루어졌다. 이 차량은 이제 5.2리터 자연흡기 V10 엔진에서 모듈:Convert 282번째 줄에서 Lua 오류: attempt to index local 'cat' (a nil value).을 약간 넘는 출력을 생성하며, 토크는 표준 차량과 동일하다. 루프 스쿱과 운전자가 위에서 내릴 수 있는 새로운 롤 케이지 디자인이 도입되면서 차체가 변경되었다.

### 우라칸 LP 620-2 슈퍼 트로페오 EVO2 (2022년~현재)

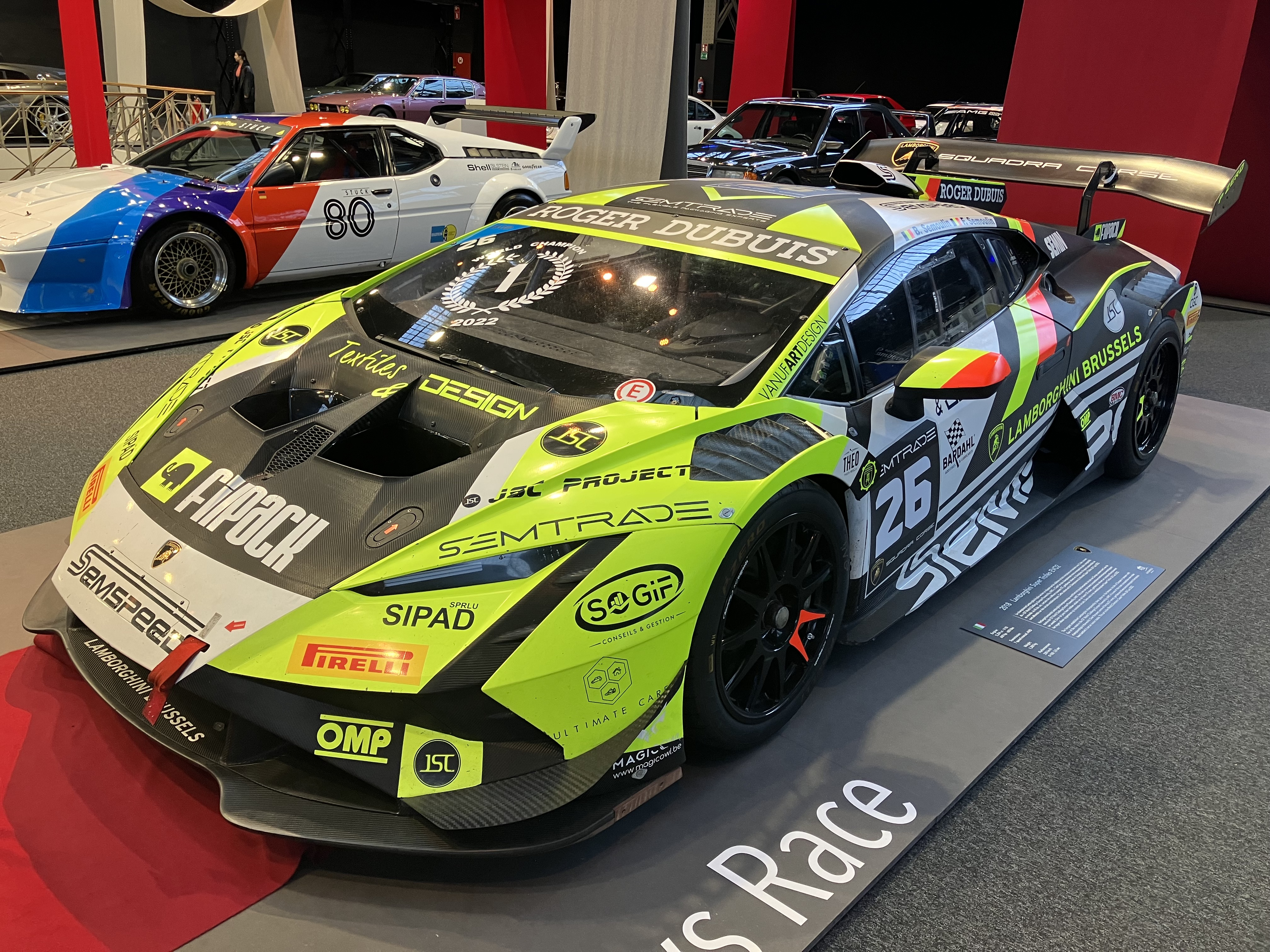
우라칸 슈퍼 트로페오 EVO2

우라칸 LP 620-2 슈퍼 트로페오 EVO2는 2021년 5월에 발표되었다. 슈퍼 트로페오 EVO에 비해 주요 공기역학적 개선과 더 강력한 브레이크를 특징으로 한다. 전면부는 새로운 헤드라이트, 범퍼 양쪽의 에어 커튼, 탄소 섬유로 만들어진 재성형된 스플리터로 재설계되었다. 후면에서는 LED 라이트가 더 얇아졌고 디퓨저가 더 커졌다. 로커 패널 확장 부분과 후면부에 장착된 일부 공기역학적 요소는 이제 플라스틱이 아닌 경량 소재로 만들어졌다. 람보르기니의 스쿠아드라 코르사(Squadra Corsa) 부서는 더 큰 브레이크 로터와 더 큰 브레이크 패드를 수용할 수 있도록 재설계된 캘리퍼를 특징으로 하는 새로운 브레이크 시스템을 자체 개발했다. 그러나 출력과 토크는 변함없이 각각 모듈:Convert 282번째 줄에서 Lua 오류: attempt to index local 'cat' (a nil value). 및 570 N·m (420 lb·ft)의 토크를 유지한다. 슈퍼 트로페오 EVO를 경주하는 팀은 차량을 EVO2 사양으로 업그레이드할 수 있는 키트를 구매할 수 있다.

### 우라칸 GT3 (2015년~2019년)
2015년에 출시된 람보르기니 우라칸 GT3는 달라라와 협력하여 개발되었다. 표준 차량의 5.2리터 자연흡기 V10 엔진을 특징으로 하며, 모듈:Convert 282번째 줄에서 Lua 오류: attempt to index local 'cat' (a nil value).의 출력과 510 N·m (376 lb·ft)의 토크를 내고, 중량은 1,230 kg (2,712 lb)이다.
이 차량은 몬차에서 열린 2015 블랑팡 GT 시리즈 내구 컵 레이스에서 데뷔했으며, 그라저 레이싱 팀과 함께 첫 경쟁 출전에서 인상적인 우승을 차지했다. 팀 라자루스는 2016 인터내셔널 GT 오픈에서 드라이버 토마스 비아기와 파브리지오 크레스탄니와 함께 우승했다. 또한, 바웰 모터스포츠는 2016 브리티시 GT 챔피언십에서 4승을 거두었고, 2017년에는 팀 챔피언십을 차지했으며, 그라저 레이싱 팀은 2016 ADAC GT 마스터스에서 우승했고, 폴 밀러 레이싱은 2016 미쉐린 GT 챌린지 앳 VIR의 GTD 클래스에서 우승했다. 2017 블랑팡 GT 시리즈 또한 공장 드라이버 안드레아 칼다렐리, 미르코 보르톨로티, 크리스티안 엔겔하르트가 포함된 그라저 레이싱 팀이 우승했다. 그들이 운전한 #63 우라칸 GT3는 몬차와 실버스톤의 내구 컵 레이스에서 종합 우승을 차지했으며, 브랜즈 해치에서 열린 스프린트 컵 레이스에서도 우승했다. FFF 레이싱 팀은 2018 블랑팡 GT 시리즈 아시아에서 마르틴 코드리치와 데니스 린드와 함께 우승했다.
2018년 1월 28일 2018 웨더테크 스포츠카 챔피언십 첫 레이스에서, 그라저 레이싱 팀의 No. 11 람보르기니 우라칸 GT3는 2018 데이토나 24시 GTD 클래스에서 1위를 차지했다. 이는 람보르기니가 역사상 처음으로 24시간 레이스에서 우승한 것이다. 폴 밀러 레이싱의 No. 48 우라칸은 람보르기니를 위해 드라이버, 팀, 제조사 챔피언십을 모두 우승했다.

### 우라칸 GT3 에보 (2019년~2022년)

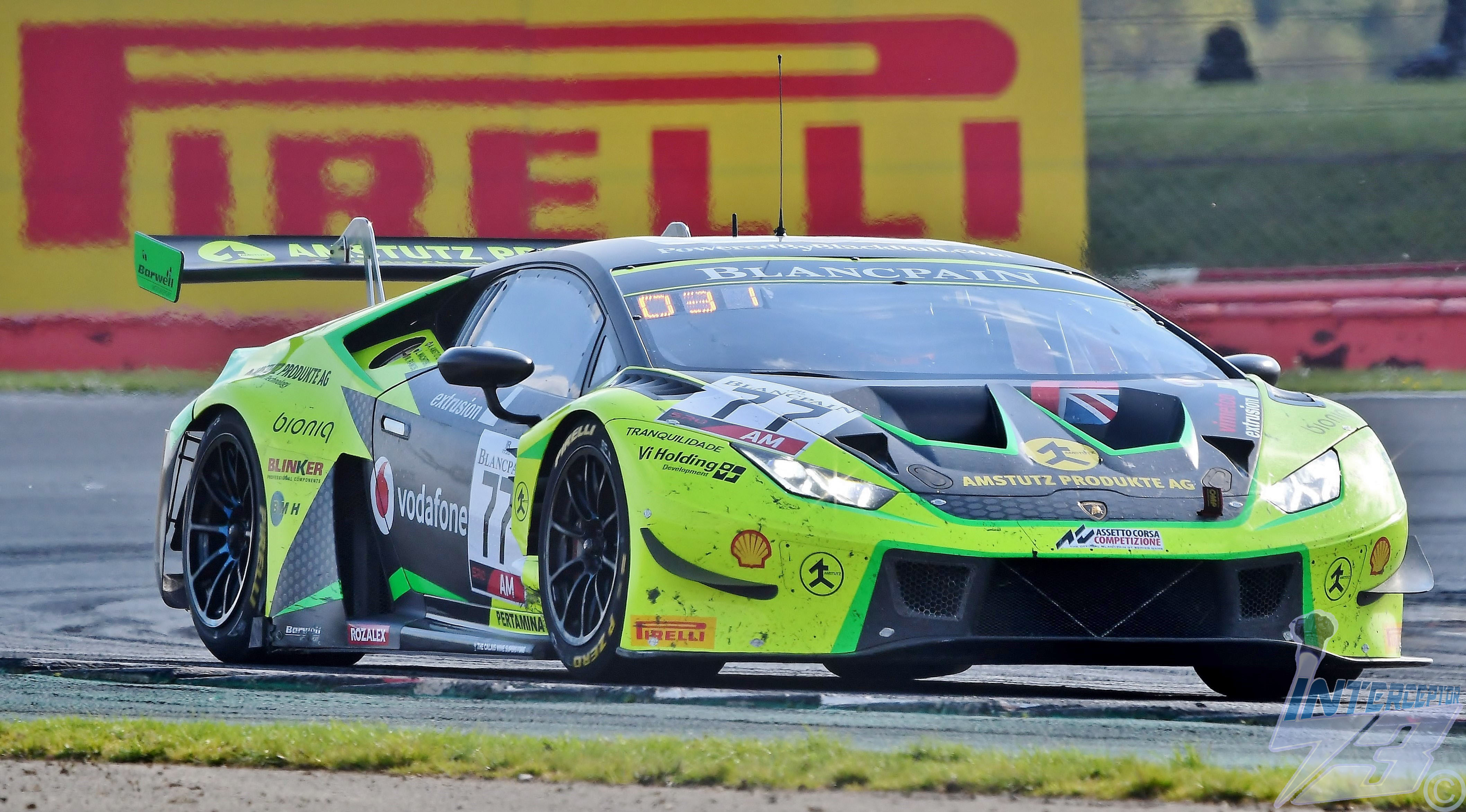
우라칸 GT3 에보

우라칸 GT3 에보는 우라칸 GT3의 후속 모델이다. 업그레이드된 5.2리터 자연흡기 V10 엔진을 특징으로 하며, 이제 모듈:Convert 282번째 줄에서 Lua 오류: attempt to index local 'cat' (a nil value).의 출력과 488 N·m (360 lb·ft)의 토크를 내고, 중량은 1,229.4 kg (2,710 lb)으로 약간 감소했다.
이 차량은 2019 웨더테크 스포츠카 챔피언십 개막전인 2019 데이토나 24시에서 레이싱 데뷔를 했고, 그라저 레이싱 팀과 함께 GTD 클래스에서 두 번째로 우승을 차지했다. #11 우라칸 GT3 에보는 미르코 보르톨로티, Rik Breukers, 크리스티안 엔겔하르트, Rolf Ineichen이 운전했다. 같은 차량은 2019 웨더테크 스포츠카 챔피언십의 두 번째 레이스인 2019 세브링 12시간에서도 GTD 클래스에서 우승했고, 마그누스 레이싱의 또 다른 우라칸 GT3 에보는 2위를 차지했다. 라구나 세카에서 열린 11라운드에서는 폴 밀러 레이싱의 #48 우라칸 GT3 에보가 GTD 클래스에서 우승을 차지했다.
FFF 레이싱 팀은 람보르기니 스쿠아드라 코르사(Lamborghini Squadra Corse)의 지원을 받아 종합 2019 블랑팡 GT 시리즈 챔피언십에서 우승했으며, 드라이버 안드레아 칼다렐리와 마르코 마펠리는 람보르기니의 3시즌 만에 두 번째 종합 챔피언십을 확보했다.

### 우라칸 GT3 에보 2 (2023년~현재)

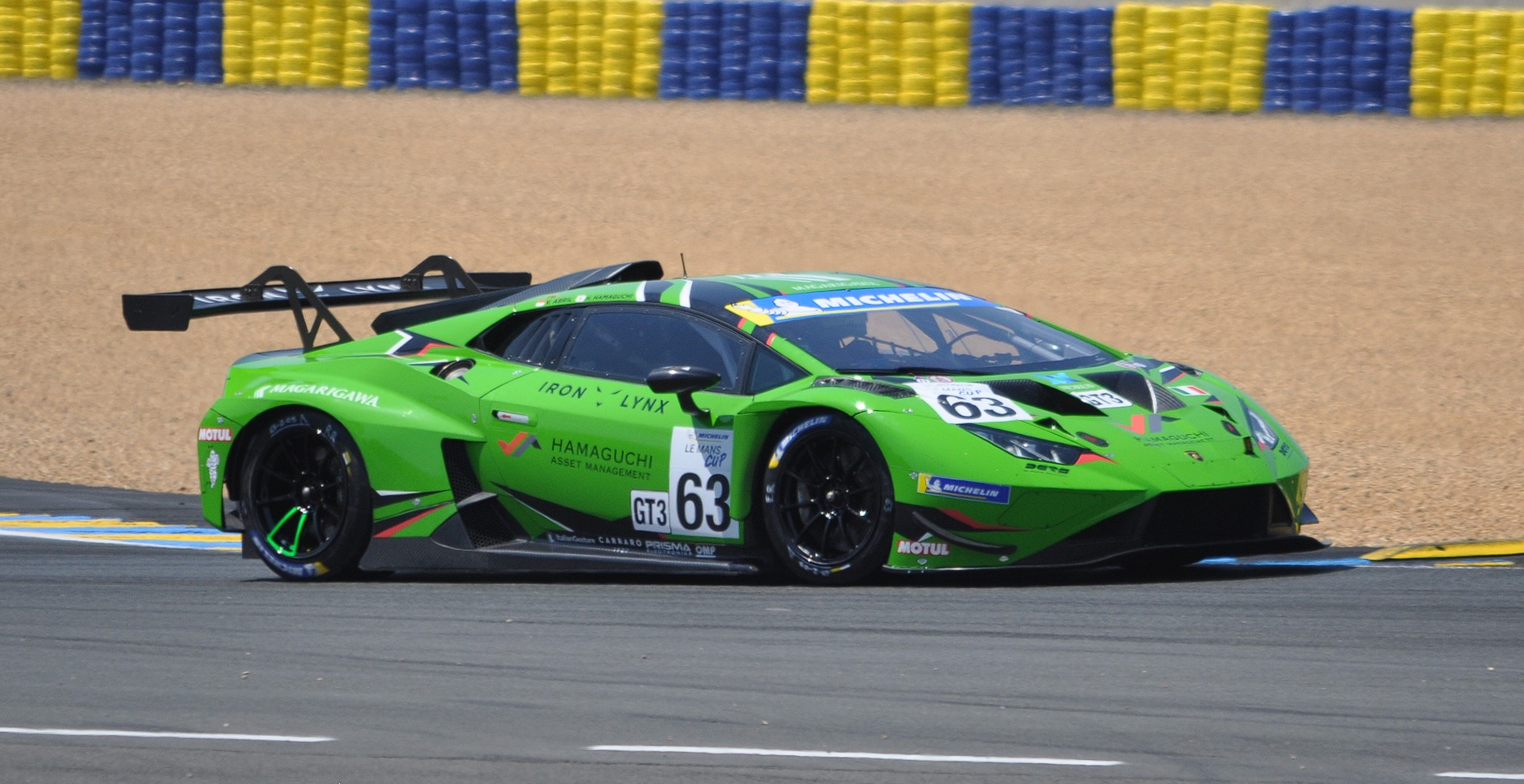
우라칸 GT3 에보 2

2022년에 람보르기니는 우라칸 GT3 에보 2를 공개했는데, 이는 신차로 구매하거나 이전 세대 우라칸 GT3의 업그레이드 키트로 구매할 수 있었다. GT3 에보 2는 우라칸 STO에서 스타일링 요소를 가져왔다. 새로운 흡기 시스템과 공기역학 패키지를 특징으로 한다.
이 차량은 2023 데이토나 24시에서 처음으로 경쟁에 참여했으며, 아이언 링스가 출전한 #63 우라칸 GT3 에보 2는 GTD Pro 클래스에서 4위를 차지했다. 이 차량은 람보르기니 공장 드라이버인 안드레아 칼다렐리, 미르코 보르톨로티, 조던 페퍼, 로맹 그로장이 운전했다.
우라칸 GT3 에보 2는 또한 2024 FIA 세계 내구 챔피언십에서 람보르기니의 데뷔 시즌에 참가하여 LMGT3 클래스에서 경쟁했다. 아이언 링스(Iron Lynx)와 전 여성팀인 아이언 데임스(Iron Dames)가 각각 한 대씩 두 대의 차량을 출전시켰다. 이 시즌은 람보르기니가 이전 GTE-Am 클래스를 대체한 LMGT3 카테고리에 처음 참가한 시즌이다. 전반적으로 힘든 시즌이었지만, 아이언 링스 #19는 스파에서 클래스 포디움 피니시를 달성했다. 아이언 데임스 팀은 르망 24시에서 LMGT3 클래스 4위(종합 32위)를 포함하여 두 번의 폴 포지션을 차지했다.
새로운 우라칸 GT3 에보 2는 2023 DTM 시즌에서 인상적인 활약을 펼쳤다. 공장 드라이버 미르코 보르톨로티는 SSR 퍼포먼스에서 레이스에 참여하여 드라이버 순위에서 2위를 차지하며 아쉽게도 챔피언십을 놓쳤지만, 람보르기니가 2021년 DTM에 참가한 이래로 5번의 우승을 기록하며 가장 성공적인 DTM 시즌을 보냈다. 람보르기니의 DTM 참여는 2023년에 한 팀 두 대에서 SSR 퍼포먼스와 그라저 레이싱 팀의 두 팀 다섯 대로 확대되었다. 다음 시즌, 미르코 보르톨로티는 호켄하임에서 열린 시즌 최종전에서 루카 엥글러에 이어 2위를 차지하며 2024 DTM 챔피언에 올랐다. SSR 퍼포먼스 소속의 보르톨로티는 람보르기니에 DTM 첫 드라이버 타이틀을 안겨주었다. 니콜라 라리니가 알파 로메오와 함께 1994년에 DTM에서 우승한 이후 31년 만에 이탈리아 드라이버가 이탈리아 브랜드로 DTM에서 우승한 첫 사례였다.
그라저 레이싱 팀은 2025년 6월 29일 우라칸 GT3 에보 2로 스파 24시 레이스에서 람보르기니 사상 첫 우승을 차지하며 역사적인 이정표를 세웠다. 이 우승은 람보르기니가 주요 24시간 레이스에서 거둔 첫 종합 우승이었으며, 람보르기니를 스파 24시간 레이스에서 우승한 20번째 제조사로 만들었다.

### 우라칸 슈퍼 트로페오 GT2 (2021–현재)
우라칸 슈퍼 트로페오 GT2는 2020년에 처음 발표되었으며, 슈퍼 트로페오가 GT2 경쟁에 참가할 수 있도록 했다.
이미 우라칸 슈퍼 트로페오를 소유하고 있던 팀은 GT2 버전으로 차량을 전환할 수 있는 키트를 구매할 수 있었으며, 이를 통해 팀은 동일한 섀시를 사용하여 슈퍼 트로페오 시리즈와 GT2 시리즈 모두에서 경쟁할 수 있었다. 이는 슈퍼 트로페오의 세 가지 세대 모두에서 가능하다.

## 비디오 게임에서의 등장
- 그란 투리스모 6
- 아스팔트 8: 에어본
- 아스팔트 9: 레전드
- 포르자 호라이즌 4